# Liste der Stolpersteine in Düngenheim
Die Liste der Stolpersteine in Düngenheim enthält alle Stolpersteine, die im Rahmen des gleichnamigen Projekts von Gunter Demnig in Düngenheim verlegt wurden. Mit ihnen soll an Opfer des Nationalsozialismus erinnert werden, die in Düngenheim lebten und wirkten.

## Verlegte Stolpersteine
| Name        | Adresse                 | Bild | Inschrift                                                                              | Verlegedatum | Biografie und Anmerkungen |
| ----------- | ----------------------- | --- | -------------------------------------------------------------------------------------- | ------------ | ------------------------- |
| Berta David | Urmersbacher Straße 6 · | Bild gesucht Die Wikipedia wünscht sich an dieser Stelle ein Bild vom Ort mit diesen Koordinaten 50.25902 7.16742 . Motiv: Stolperstein Berta David Falls du dabei helfen möchtest, erklärt die Anleitung , wie das geht. BW | Hier wohnte Berta David geb. Roos Jg. 1887 deportiert 1942 ermordet im besetzten Polen | 2. Feb. 2015 |                           |
| Edith David | Urmersbacher Straße 6 · | Bild gesucht Die Wikipedia wünscht sich an dieser Stelle ein Bild vom Ort mit diesen Koordinaten 50.25902 7.16742 . Motiv: Stolperstein Edith David Falls du dabei helfen möchtest, erklärt die Anleitung , wie das geht. BW | Hier wohnte Edith David Jg. 1928 deportiert 1942 Riga ermordet in Riga-Jungfernhof     | 2. Feb. 2015 |                           |